# Publi Celi (militar)
Publi Celi (llatí: Publius Cælius) va ser un militar romà del segle ii aC. Formava part de la gens Cèlia, una gens romana d'origen plebeu.
Va rebre el comandament de Placentia de mans del cònsol Gneu Octavi l'any 87 aC i quan la ciutat va ser conquerida per Cinna, va preferir que el matés Luci Petroni que no pas caure en mans de l'enemic (el partit popular de Gai Màrius).